# Du Pont (geslacht)
Du Pont is een geslacht waarvan leden sinds 1815 tot de Nederlandse adel behoren en dat in 1877 uitstierf.

## Geschiedenis
De stamreeks begint met Pierre du Pont die voor 23 juli 1690 overleed. Zijn achterkleinzoon Willem du Pont (1751-1829), luitenant-generaal, werd bij Koninklijk Besluit van 16 september 1815 verheven in de Nederlandse adel met de titel van baron bij eerstgeboorte; met zijn dochter stierf het geslacht in 1877 uit.

## Enkele telgen
- Anthony l'Espérance du Pont (1710-1788), kolonel
  - Willem baron du Pont (1751-1829), luitenant-generaal
    - Jkvr. Constance Elisabeth du Pont (1792-1877), laatste telg van het geslacht